# Sesquioleato de sorbitano
El sesquioleato de sorbitano es una mezcla de ésteres de sorbitano obtenidos formalmente por esterificación de 2 moles de sorbitano (una molécula de sorbitol (azúcar) deshidratada) con 3 moles del ácido graso insaturado ácido oleico. Químicamente hablando, esta molécula está "a medio camino" entre el monooleato de sorbitano y el trioleato de sorbitano, pero en una proporción de 2:3, de ahí la parte "Sesqui" en el nombre de la molécula (que denota una unidad y media).

## Usos
El sesquioleato de sorbitano se utiliza como dispersante o emulsionante en medicamentos humanos y veterinarios y en cosméticos, así como en otras aplicaciones técnicas. 

## Características

Ácido oleico, el principal componente de ácido graso del sesquioleato de sorbitano.

El sesquioleato de sorbitano utilizado farmacéuticamente contiene entre 65,0 y 88,0 % de ácido oleico, también ácido linoleico (máximo 18,0 %), ácido palmítico (máximo 16,0 %), ácido palmitoleico (máximo 8,0 %), ácido esteárico (máximo 6,0 %), ácido mirístico (máximo 5,0 %), ácido linolénico (máximo 4,0 %) y ácidos grasos con una longitud de cadena de más de 18 átomos de C (máximo 4,0 %) El sesquioleato de sorbitano farmacéutico es una pasta de color amarillo pálido a amarillo ligeramente parduzco que se convierte en un líquido viscoso, aceitoso y de color ámbar a unos 25 °C. La densidad relativa es de aproximadamente 0,99  y el valor HLB es 3,7.